# جاستین اسکای
جاستین اسکای (به انگلیسی: Justine Skye) (زاده ۲۴ اوت ۱۹۹۵) خواننده، ترانه‌سرا و بازیگر آمریکایی است.
از کارهای معروف او می‌توان به بازی در فیلم قبلا رفته اشاره کرد.